# Phạm Văn Phong
Phạm Văn Phong (sinh ngày 3 tháng 6 năm 1993) là một cầu thủ bóng đá chuyên nghiệp người Việt Nam hiện đang thi đấu ở vị trí thủ môn cho câu lạc bộ Viettel. Anh từng là thành viên của đội tuyển U-19 Việt Nam và U-23 Việt Nam.